# Dobrá voľba
Dobrá voľba (Eigenschreibweise: DOBRÁ VOĽBA; deutsch: „Gute Wahl“) ist eine 2019 gegründete slowakische Kleinpartei. Zwischen 2022 und 2023 trug die Partei kurzzeitig den Namen Dobrá voľba a Umiernení (Eigenschreibweise: DOBRÁ VOĽBA a Umiernení; deutsch: „Gute Wahl und Moderat“).

## Karriere
Im Sommer 2019 kündigte Tomáš Drucker, der in der Regierung Fico III als Gesundheitsminister und in der Regierung Pellegrini kurzzeitig als Innenminister, die Gründung einer eigenen politischen Partei an. Noch vor dem Bekanntwerden des Parteinamens reagierte Parteichef von Smer-SD Robert Fico unter anderem mit folgenden Worten: Er hat es einfach nicht drauf. Er ist ein typischer Kaffeehaus-, liberaler Politiker. Drucker gab danach bekannt, dass die Bitte an den Polizeipräsidenten Tibor Gašpar, in seinem Amt zu bleiben, existierte und von Fico öffentlich demonstriert wurde. Am 7. Oktober 2019 wurde die neue Partei schließlich unter dem Namen Dobrá voľba (deutsch: „Gute Wahl“) in das Register politických strán a politických hnutí (deutsch: „Register politischer Parteien und politischer Bewegungen“) eingetragenen. Erster Vorsitzender der Partei wurde am 6. November 2019 Tomáš Drucker.
Bei der Nationalratswahl 2020 trat die Partei mit einer eigenen Kandidatenliste an und Tomáš Drucker fungierte als Spitzenkandidat. Mit 3,06 % der Wählerstimmen belegte die Partei lediglich für den 11. Platz ausreichte und verpasste aufgrund der Fünf-Prozent-Sperrklausel Einzug in den Nationalrat. Am 15. Dezember 2021 kündigte Tomáš Drucker gemeinsam mit Alojz Hlina, einem ehemaligen Vorsitzenden der Kresťanskodemokratické hnutie, eine Zusammenarbeit und die Änderung des Parteinamens in Dobrá voľba a Umiernení (deutsch: „Gute Wahl und Moderat“) an. Im Parteiregister wurde diese Änderung im März 2022 vorgenommen.
Vor der Nationalratswahl 2023 unterschrieb die Partei mit der Hlas – sociálna demokracia einen Fusionsvertrag und mehrere Politiker der Partei, wie zum Beispiel der Parteivorsitzende Tomáš Drucker, wechselten zur neuen Partei. Am 25. Mai 2023 wurde Pavol Hyravý neuer Vorsitzender der Partei und der Name der Partei wurde zurück auf Dobrá voľba geändert. Die Partei fusionierte offiziell am 5. Oktober 2023 mit der Partei Hlas – sociálna demokracia.